# Hammerschmiede (Murrhardt)
Hammerschmiede ist eine zur Stadt Murrhardt gehörende Einzelsiedlung im baden-württembergischen Rems-Murr-Kreis.

## Lage
Der Ort steht 5 Kilometer ostsüdöstlich der Kernstadt von Murrhardt linksseits der obersten Murr vor der Talspinne an der großen Kehre des Flusses. Etwa 500 Meter nördlich der Hammerschmiede liegt das Naturschutzgebiet Gaab. Umliegende Ortschaften sind die Einzelsiedlung Neufeld im Nordwesten, der Wohnplatz Wahlenmühle flussabwärts im Nordnordwesten, der Wohnplatz Eisenschmiedmühle flussabwärts im Norden, alle bisher genannten jenseits des Talsporns, der Weiler Göckelhof im Osten, der Wohnplatz Marxenhof im Südosten, der Weiler Mettelbach im Südsüdosten, der Weiler Klingen flussaufwärts im Südwesten und die Einzelsiedlung Raithöfle im Westen auf dem Talsporn.

## Geschichte
Die Siedlung entstand aus einem einzelnen Eisenhammerwerk, welches 1836 erbaut wurde. Die ersten Besitzer waren der Landwirt Johann Georg Wieland aus Murrhardt-Klingen und der Schmied Johann Wieland. Um 1843 bestand die Siedlung aus dem Hammerwerk, einem Wohnhaus und einem Kohlenmagazin. Um 1864 waren vier Wasserräder vorhanden. Das Hammerwerk war bis 1869 in Betrieb. Anschließend diente das Anwesen als Sägemühle und Schreinerei. 1940 brannte das Anwesen teilweise ab. 1941 entstand auf dem Grundstück eine Fabrik für Zündhölzer. Im Jahre 1949 verursachte ein weiterer Brand schwere Schäden, sodass der Betrieb 1949 eingestellt wurde. Das Wasserrecht der Mühle erlosch endgültig 1968. Gegen Ende des 20. Jahrhunderts entstand auf dem Grundstück ein Zuchtbetrieb für Geflügel.